# レヴァート
レヴァート（LeVert）は、アメリカ・オハイオ州クリーブランド出身のR&Bボーカル・グループ。1983年に結成されたレヴァートは、シーン&ジェラルド・レヴァート（R&B/ソウル・ボーカル・グループであるオージェイズの創設者でリード・シンガーであるエディ・レヴァートの息子）と、マーク・ゴードンで構成されていた。

## 略歴
このグループは、ハリー・クームズのTempreレーベルにて、最初のシングル「I'm Still」をリリースした。1985年にはデビュー・アルバム『アイ・ゲット・ホット』をリリース。このアルバムには、シーンとジェラルド・レヴァートの父親であるエディとの強い対比をなすボーカルによる楽曲が収められた。『ブラッドライン』が1986年に続き、このアルバムにはバンド最初の大ヒット曲で、ナンバーワンにまで昇りつめた「(Pop, Pop, Pop, Pop) Goes My Mind」が収録されていた。それを踏まえ、バンドの次のアルバムである1987年の『ビッグ・スロウダウン』が、ナンバーワン・R&Bヒット「カサノヴァ」の力でさらに大きな成功を収め、ポップ・チャート（5位）と全英トップ10におけるクロスオーバー・ヒットをもたらした。
このアルバムからは、さらに続けてR&Bトップ5シングル「My Forever Love」と「Sweet Sensation」もリリースされた。バンドの成功は、1989年のソウル・トレイン・ミュージック・アワードのベストR&B/アーバン・コンテンポラリー・アルバムにノミネートされた1988年のフォローアップ・アルバム『ジャスト・クーリン』まで続いた。なお、『ビッグ・スロウダウン』と『ジャスト・クーリン』の両方がゴールド認定を受けている。1990年代から、ジェラルドはレヴァートとソロ・キャリアの間で時間を分け始めたが、バンドはさらに3枚のアルバムをリリースし、ライノが2001年にベスト・アルバムをリリースした。
ジェラルドは2006年11月に処方薬の偶発的な過剰摂取により心臓発作で亡くなった。シーン・レヴァートは、養育費を支払わなかったことによるカイヤホガ郡刑務所での服役中、2008年3月に亡くなった。

## ディスコグラフィ

### スタジオ・アルバム
- 『アイ・ゲット・ホット』 - I Get Hot (1985年、Tempre)
- 『ブラッドライン』 - Bloodline (1986年、Atlantic)
- 『ビッグ・スロウダウン』 - The Big Throwdown (1987年、Atlantic)
- 『ジャスト・クーリン』 - Just Coolin' (1988年、Atlantic)
- 『ロープ・ア・ドープ・スタイル』 - Rope A Dope Style (1990年、Atlantic)
- 『フォー・リアル』 - For Real Tho' (1993年、Atlantic)
- 『ホール・シナリオ』 - The Whole Scenario (1997年、Atlantic)

### コンピレーション・アルバム
- The Best of LeVert (2001年、Rhino)
- Just Coolin' and Other Hits (2004年、Rhino)

### シングル
- "I'm Still" (1985年)
- "All in the Way You Dance" (1985年)
- "Dancing with You" (1985年)
- "(Pop, Pop, Pop, Pop) Goes My Mind" (1986年)
- "Let's Go Out Tonight" (1986年)
- "Fascination" (1987年)
- 「カサノヴァ」 - "Casanova" (1987年)
- "My Forever Love" (1987年)
- "Sweet Sensation" (1988年)
- "Addicted to You" (1988年)
- "Pull Over" (1988年)
- "Just Coolin'" (1989年) ※フィーチャリング・ヘヴィ・D
- "Gotta Get the Money" (1989年)
- "Smilin'" (1989年)
- "Rope a Dope Style" (1990年)
- "All Season" (1990年)
- "Baby I'm Ready" (1991年)
- "Give a Little Love" (1991年)
- "Good Ol' Days" (1993年)
- "ABC-123" (1993年)
- "Do the Thangs" (1993年)
- "Tru Dat" (1997年) ※featuring Yo-Yo & Queen Pen
- "Sorry Is" (1997年) ※featuring Terry Ellis